# Orgy for One
Orgy for One är en låt av det amerikanska komedibandet Ninja Sex Party som släpptes som deras sjuttonde singel den 6 mars 2018. Låten är med på deras sjätte studioalbum Cool Patrol, släppt den 17 augusti 2018.